# 록 오페라

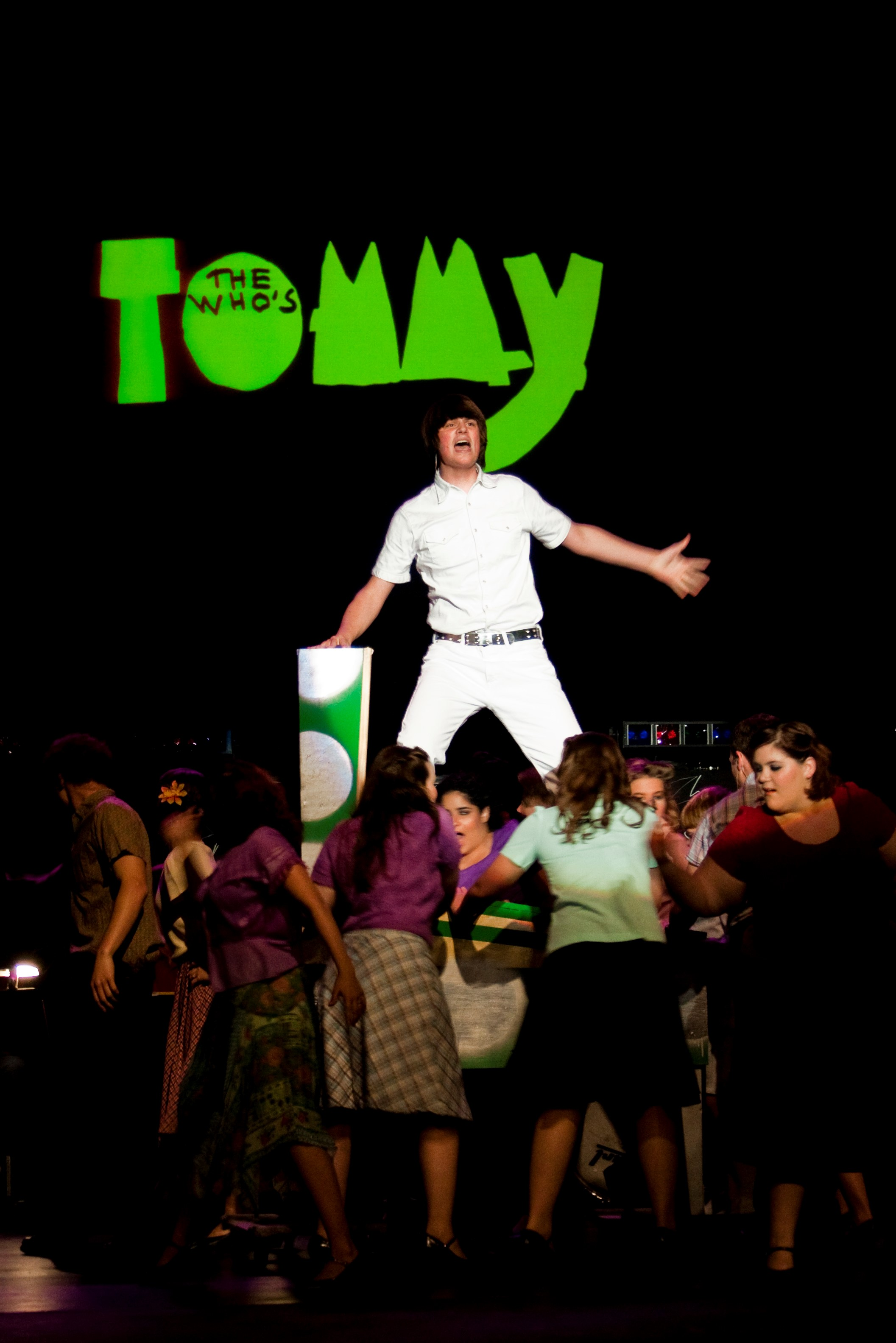

록 오페라(Rock opera)는 록 음악으로 이루어진 오페라이다.

## 개요
전통적인 오페라 방식으로 여러 곡에 대하여 들려주는 극적인 이야기를 보여 주는 록 음악 작품이다. 이 노래들은 보통 공통된 주제나 이야기를 통합한 앨범의 형태로 제공된다.
대부분의 록 오페라들은 연극으로 무대에 올려진 적이 없고 오디오 뮤지컬 작품으로만 존재한다. 이런 이유로, 종종 콘셉트 앨범의 부분 집합으로 간주되며, 특정한 이야기 구조를 따르지 않지만, 이것을 따르는 것들은 록 오페라와 콘셉트 앨범 사이의 경계를 훨씬 더 흐리게 한다. 예를 들어 제스로 툴의 《Aqualung》과 《Thick As a Brick》, 루 리드의 《Berlin》, 라디오헤드의 《OK Computer》마이 케미컬 로맨스의 《Welcome to the Black Parade》 등이 있다.

## 참고 문헌
https://archive.today/20180826011038/https://www.larockopera.com/what_is_rock_opera.html

## 같이 보기
- 콘셉트 음반